# Islas Vírgenes Británicas en los Juegos Olímpicos de la Juventud 2018
Islas Vírgenes Británicas participó en los Juegos Olímpicos de la Juventud 2018 en Buenos Aires, Argentina, del 6 al 18 de octubre de 2018. Su delegación estuvo conformada por dos atletas en dos disciplinas. No obtuvo medallas en las justas.

## Medallero
| Medalla       | Oro | Plata | Bronce | Total |
| ------------- | --- | ----- | ------ | ----- |
| Total oficial | 0   | 0     | 0      | 0     |

## Disciplinas

### Atletismo
Islas Vírgenes Británicas clasificó a un atleta en esta disciplina.
Masculino
Eventos de Pista
| Atleta     | Evento     | Serie 1 | Serie 1 | Serie 2 | Serie 2 | Total  | Total  |
| Atleta     | Evento     | Tiempo  | Puesto  | Tiempo  | Puesto  | Tiempo | Puesto |
| ---------- | ---------- | ------- | ------- | ------- | ------- | ------ | ------ |
| Malik John | 400 Metros | DC      | DC      | DC      | DC      |        |        |

Referencias ---> DC: Descalificado

### Natación
Islas Vírgenes Británicas clasificó a una atleta en esta disciplina.
Femenino
| Atleta         | Evento        | Serie  | Serie  | Semifinal | Semifinal | Final     | Final     |
| Atleta         | Evento        | Tiempo | Puesto | Tiempo    | Puesto    | Tiempo    | Puesto    |
| -------------- | ------------- | ------ | ------ | --------- | --------- | --------- | --------- |
| Elinah Phillip | 50 m Libres   | 26.22  | 16     | 26.56     | 16        | No avanzó | No avanzó |
| Elinah Phillip | 50 m Mariposa | 28.65  | 28     | No avanzó | No avanzó | No avanzó | No avanzó |